# کنفرانس پوزن
کنفرانس پوزن نشستی با حضور رئیس اس اس هاینریش هیملر، مقامات عالی حزب ناسیونال سوسیالیست  و گاولایترها در روز ۶ اکتبر ۱۹۴۳ در شهر پوزن در رایشسگاوی پوزن (پوزنان، لهستان) بود. هیملر، مشابه سخنرانی دو روز پیشتر خود، در سخنرانی پایانی روز ماهیت راه حل نهایی، تأثیرات کوتاه و بلندمدت آن بر آلمان را به وضوح تشریح کرد.